# 赵建
赵建（1971年10月—），男，山东人，中华人民共和国外交官，曾任中华人民共和国驻墨尔本总领事和中华人民共和国驻芝加哥总领事。

## 生平
1993年，进入中华人民共和国外交部工作，先后在外交部条约法律司、驻圭亚那大使馆、外交部北美大洋洲司任职。2009年，任驻澳大利亚大使馆参赞。2013年，任外交部北美大洋洲司参赞。2016年8月，出任中华人民共和国驻墨尔本总领事。2019年3月，出任中华人民共和国驻芝加哥总领事。2024年8月，自驻芝加哥总领事离任，回国任外交部北美大洋洲司参赞、一级巡视员。2025年2月，挂职成都市副市长。

## 家庭
已婚，有一女。